# Niedergesteln
Niedergesteln é uma comuna da Suíça, no Cantão Valais, com cerca de 616 habitantes. Estende-se por uma área de 17,46 km², de densidade populacional de 35 hab/km². Confina com as seguintes comunas: Eischoll, Ferden, Gampel, Hohtenn, Kippel, Raron, Steg, Turtmann, Unterbäch, Wiler. 
A língua oficial nesta comuna é o Alemão.